# Iris willmottiana
Iris willmottiana är en irisväxtart som beskrevs av Michael Foster. Iris willmottiana ingår i släktet irisar, och familjen irisväxter. Inga underarter finns listade i Catalogue of Life.